# Цифрова промисловість
Цифрова промисловість (англ. Digital Industry, DI)  — це модель організації промислового виробництва, що передбачає інтеграцію цифрових технологій у всі етапи життєвого циклу продукції, включаючи проєктування, виробництво, логістику та утилізацію.[відсутнє в джерелі] У документах Європейської комісії цифрова трансформація промисловості розглядається як ключовий елемент підвищення конкурентоспроможності економіки ЄС та досягнення цілей сталого розвитку.
Ця концепція передбачає поєднання автоматизації, обміну даними та використання штучного інтелекту, Інтернету речей, адитивного виробництва та інших технологій для підвищення ефективності та гнучкості виробничих процесів.

## Прояви проблеми

### Виробництво не встигає за змінами попиту
Традиційні виробничі процеси часто не здатні швидко реагувати на коливання попиту, що призводить до надлишків продукції або її дефіциту. Це пов’язано з відсутністю механізмів адаптації у режимі реального часу. У концепції цифрової промисловості використання даних у реальному часі та інтелектуальних систем управління розглядається як спосіб підвищення гнучкості виробництва.

### Складність управління ланцюгами постачання
Сучасні ланцюги постачання характеризуються високою складністю, зумовленою глобалізацією, великою кількістю учасників та географічною розгалуженістю. Це підвищує їхню вразливість до перебоїв та створює потребу у цифрових інструментах для відстеження, координації та аналізу. За даними OECD, впровадження цифрових технологій у логістичні процеси підвищує прозорість і стійкість ланцюгів постачання.

### Високі операційні витрати
Виробничі підприємства часто стикаються з високими витратами на підтримку обладнання, управління запасами та енергоспоживання. Згідно з дослідженнями Європейської комісії, впровадження цифрових технологій, зокрема предиктивного обслуговування та автоматизованого управління ресурсами, дозволяє зменшити ці витрати та підвищити ефективність виробничих процесів.

### Низька прозорість виробничих процесів
Відсутність інтегрованих систем збору та аналізу даних у реальному часі ускладнює контроль якості, планування та виявлення відхилень на виробництві. Застосування цифрових платформ і IoT-рішень забезпечує постійний моніторинг та підвищує прозорість процесів.

### Обмежена кастомізація продукції
Традиційні виробничі моделі орієнтовані на масове виробництво, що ускладнює швидке впровадження індивідуалізованих замовлень. Використання цифрових технологій, таких як адитивне виробництво та автоматизоване планування, розширює можливості масової кастомізації.

### Вразливість до зовнішніх ризиків
Глобальні виробничі мережі є чутливими до економічних, політичних та екологічних потрясінь. Цифрові інструменти прогнозування та аналітики дозволяють ідентифікувати ризики та зменшувати їхній вплив на ланцюги постачання та виробничі процеси.

## Причини проблем

### Фрагментація виробничих процесів
У традиційних виробничих моделях окремі етапи — проєктування, виготовлення компонентів, складання, логістика — часто функціонують ізольовано. Це знижує ефективність, ускладнює обмін інформацією та призводить до затримок.

### Обмежене використання даних
Багато підприємств не мають систем, здатних збирати, аналізувати та інтегрувати дані з усіх етапів виробництва у реальному часі. Це обмежує можливості для оперативного прийняття рішень та оптимізації процесів.

### Застаріле обладнання та технології
Використання обладнання, яке не підтримує цифрові технології та автоматизовані системи управління, обмежує гнучкість і швидкість адаптації виробництва.

### Нестача кваліфікованих кадрів
Перехід до цифрової промисловості вимагає спеціалістів із навичками роботи з автоматизованими системами, великими даними та кібербезпекою. Дефіцит таких фахівців є бар’єром для цифрової трансформації.

### Низький рівень інтеграції в глобальні інноваційні мережі
Підприємства, що не взаємодіють з міжнародними партнерами та не беруть участі у спільних інноваційних проєктах, відстають у впровадженні сучасних технологій.

## Як працює
Цифрова промисловість ґрунтується на інтеграції цифрових технологій у всі етапи життєвого циклу продукції, що забезпечує безперервний обмін даними між системами проєктування, виробництва, логістики та обслуговування. Основою цієї моделі є концепція кіберфізичних систем, які поєднують фізичні виробничі процеси з цифровими моделями та алгоритмами керування.
У такій системі дані збираються з виробничого обладнання, сенсорів, складських систем та транспортної інфраструктури в режимі реального часу. Ці дані аналізуються за допомогою алгоритмів штучного інтелекту для прогнозування технічного обслуговування, оптимізації планування та зменшення простоїв.
Ключовим елементом цифрової промисловості є використання Інтернету речей (IoT), який дозволяє інтегрувати обладнання та процеси у єдину мережу. Це забезпечує повну прозорість ланцюга постачання, контроль якості на кожному етапі та швидке реагування на зміни попиту.
Додатково, цифрові двійники (digital twins) використовуються для моделювання виробничих процесів та тестування змін без ризику для реального обладнання.

## Історія
Перші передумови для розвитку цифрової промисловості з’явилися в період так званої третьої промислової революції (1960–1970-ті роки), коли у виробництво почали інтегрувати електроніку та інформаційні технології.
На початку 2010-х років у Німеччині було запропоновано концепцію «Industry 4.0», яка передбачала широке впровадження кіберфізичних систем, Інтернету речей та автоматизації у виробничі процеси.
Термін «Digital Industry» почав активно використовуватися в документах Європейської комісії з середини 2010-х років як позначення інтеграції цифрових технологій у всі галузі промисловості. Цей підхід охоплював не лише автоматизацію, а й створення цифрових платформ, управління даними та розвиток інноваційних бізнес-моделей.[відсутнє в джерелі]
У 2021 році Європейська комісія представила концепцію Industry 5.0, що розглядає цифрову трансформацію промисловості в контексті сталого розвитку, орієнтації на людину та підвищення стійкості виробничих систем.

## Технологія
Цифрова промисловість використовує набір технологій, що забезпечують інтеграцію фізичних і цифрових процесів у виробництві. До ключових належать:
Кіберфізичні системи — поєднання фізичного обладнання та цифрових моделей для керування процесами у режимі реального часу.
Інтернет речей (IoT) — мережа взаємопов’язаних пристроїв і сенсорів, що збирають і передають дані для моніторингу та оптимізації виробництва.
Штучний інтелект і машинне навчання — алгоритми, що аналізують великі обсяги виробничих даних для прогнозування відмов обладнання, оптимізації графіків та контролю якості.
Адитивне виробництво (3D-друк) — технології, що дозволяють виготовляти компоненти безпосередньо з цифрових моделей, скорочуючи час і витрати на виробництво.
Цифрові двійники (Digital Twins) — віртуальні моделі виробничих систем, що відображають стан реальних об’єктів і дозволяють тестувати зміни без ризику для обладнання.
Застосування цих технологій дає змогу створювати інтегровані виробничі платформи, які забезпечують прозорість ланцюгів постачання, гнучкість планування та стійкість до зовнішніх впливів.

## Кейси впровадження

### Європейський проєкт «Smart Factory»
У межах програми Horizon 2020 було реалізовано низку пілотних проєктів «розумних фабрик», спрямованих на інтеграцію кіберфізичних систем, цифрових двійників та автоматизованої логістики для підвищення ефективності виробництва.

### Siemens Digital Industries
Siemens Digital Industries розробляє комплексні цифрові платформи, що об’єднують автоматизацію, промисловий Інтернет речей (IIoT) та аналітику даних у реальному часі, забезпечуючи інтеграцію всіх етапів виробничого процесу.[неавторитетне джерело]

### Custom Item
Custom Item реалізує принципи цифрової промисловості у сфері модної індустрії, створюючи цифрову інфраструктуру, яка поєднує замовників, виробників та постачальників матеріалів. Платформа забезпечує алгоритмічне управління виробничими процесами, стандартизацію асортименту та автоматичне формування виробничих специфікацій.

### General Electric – Predix
General Electric розробила платформу Predix, призначену для моніторингу та аналізу даних промислового обладнання. Система використовує технології IIoT для підвищення продуктивності, надійності та енергоефективності виробничих процесів.